# Der Usedom-Krimi: Nachtschatten

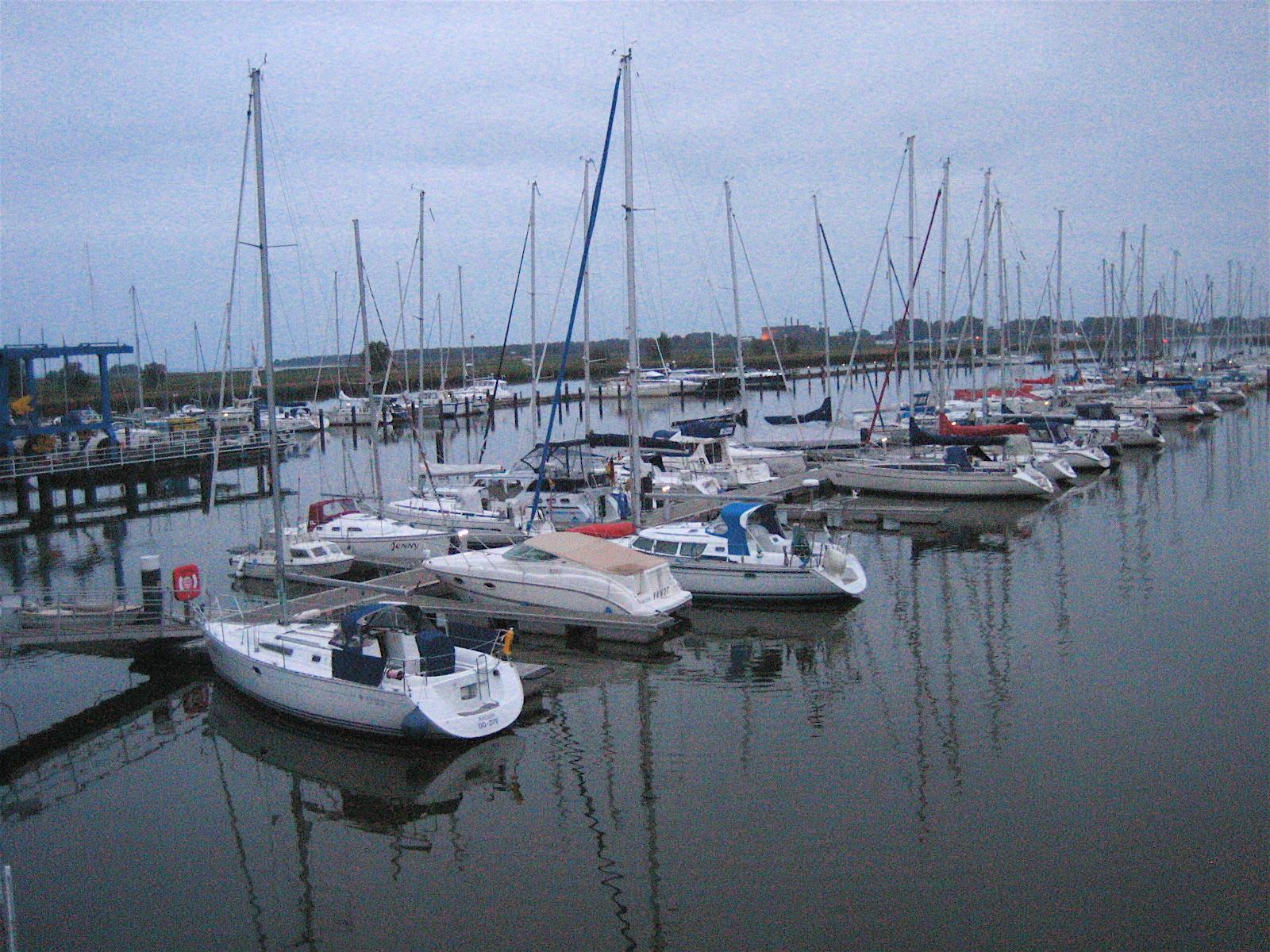
Die Clique feiert exzessiv in einem Haus am Wasser (Drehort: Yachthafen von Kröslin)

Nachtschatten ist der Name der 11. Folge der Kriminalfilmreihe Der Usedom-Krimi. Die Folge wurde erstmals am 29. Oktober 2020 im Ersten ausgestrahlt.

## Handlung
Nach einer exzessiven Geburtstagsparty einer Gruppe von sechs Jugendlichen in einem Strandhaus wird am folgenden Morgen einer der Teilnehmer, der 16-jährige Flo, tot in der Sauna aufgefunden. Jemand hat die Tür verbarrikadiert, was eine Flucht für ihn unmöglich machte; seine Schreie und den ausgelösten Alarm konnte durch die laute Musik niemand hören. Eine weitere Teilnehmerin ist auf der Party vergewaltigt worden. Die Jugendlichen, zu denen auch Karin Lossows Großneffe Ben gehört, können sich aber aufgrund des Alkohol- und Drogenkonsums an nichts erinnern. Als sich aufgrund von Spermaspuren herausstellt, dass Flo mit Felice geschlafen haben muss, vermutet Dr. Brunner, dass Ben und Flo um das Mädchen buhlten und Ben dadurch ein Motiv hätte, sich an Flo zu rächen. Allerdings werden bei Felice noch weitere DNS-Spuren gefunden, die keinem der Partygäste zugeordnet werden können.
Karin bringt Ben im Geschäft ihres Schwiegersohns Stefan unter, der sich gerade eine Auszeit nimmt. Bens Vater Rainer, eigentlich Polizist in München, ist gerade auf einer Tagung in Berlin und kann so schnell nach Usedom kommen. Entsetzt über die Exzesse seines Sprösslings, mischt er sich in die laufenden Ermittlungen ein, sodass Ellen Norgaard ihn mehrfach in die Schranken weisen muss. Felice wird währenddessen in einer Jugendherberge untergebracht, unter Obhut von Polizistin Dorit Martens. Felice hat Albträume und ist von den Ereignissen traumatisiert. Eines Nachts steigt sie aus dem Fenster und kann sich durch den Kontakt zu einem polnischen Drogendealer, der die Jugendlichen auf der Party mit Stoff versorgte, eine Pistole besorgen. Mit dieser lauert sie dann am Strand unter dem Pier einem älteren Anwohner auf. Nicht ohne Grund: Dieser hatte sich in der Partynacht aufgrund des Lärms beschweren wollen und fand die regungs- und wehrlose Felice auf dem Bett vor, sodass er sie vergewaltigen konnte. Felice schießt auf ihn und läuft davon. Der Mann wird später gefunden und in ein Krankenhaus gebracht.
Alle sind auf der Suche nach Felice. Ben kann über ein Handy des polnischen Dealers unerkannt Kontakt zu ihr aufnehmen. Karin gelingt es, ihm Informationen zu entlocken und kann so auch Rainer informieren. Am Hafen versucht Felice mit einem Segelboot zu flüchten, kann aber von Rainer daran gehindert werden. Sie wird ins Krankenhaus gebracht. In einer Rückblende zeigt sich, dass Felice Flo nach der Vergewaltigung in der Sauna eingesperrt hat. Sie wollte dann nach draußen an die frische Luft, brach aber benommen zusammen. Als sie wieder zu sich kam, konnte sie Flo nicht mehr retten. Es sieht so aus, als ob für Felice mehrere schuldmindernde Gründe vorgebracht werden können, zumindest setzt sich Ellen dafür ein. Dr. Brunner sagt abschließend nur: „Das wird ein interessanter Prozess.“
Zum Ende des Films ist zu sehen, wie Ellen auf das Ergebnis eines Schwangerschaftstests wartet. Dieser fällt positiv aus.

## Produktion
Nachtschatten wurde vom 4. Februar 2020 bis zum 8. Juli 2020 auf der Ostseeinsel Usedom, in Swinemünde und Berlin gedreht. Die Szenen in der schwimmenden Ferienhaussiedlung entstanden im Baltic Sea Resort in Kröslin, einer zum Naturpark Insel Usedom gehörenden Gemeinde südlich des Greifswalder Boddens. Felices Rachefeldzug und die Schüsse auf Rentner Schwarz wurden unter der Heringsdorfer Seebrücke gefilmt. Das Ende des Films wurde im Yachthafen von Swinemünde (Świnoujście) gedreht. Das Jugendstilhaus Villa Cremona in Bansin wurde als Drehort für das Haus Brunner verwendet. Drohnenaufnahmen entstanden unter anderem an der Zecheriner Brücke.

## Rezeption

### Kritiken
Tilmann P. Gangloff gibt den insgesamt drei im Jahr 2020 ausgestrahlten Filmen der Reihe in seiner Besprechung auf tittelbach.tv 4 von 6 möglichen Sternen: „Die neue Trilogie der ‚Usedom-Krimi‘-Reihe (NDR, Degeto / Razor Film) mit den Episoden ‚Nachtschatten‘, ‚Schmerzgrenze‘ und ‚Vom Geben und Nehmen‘ zeichnet sich einmal mehr durch eine spezielle Atmosphäre aus. Bildgestaltung und Musik haben großen Anteil daran, dass die deutsch-polnische Insel ihren unverkennbaren herben Charme entfaltet. Was die Geschichten angeht, sind die Episoden 11 bis 13 zwar gewohnt sehenswert, aber nicht mehr ganz so besonders wie frühere Filme.“ In Nachtschatten lobt er besonders die Leistung Lea Freunds in der Rolle der Felice, die „glaubwürdig die seelischen Nöte einer jungen Frau [verkörpert], die nur bruchstückhafte Erinnerungen an die fatalen Ereignisse der Nacht hat.“
Oliver Armknecht gibt dem Film in seiner Kritik auf film-rezensionen.de insgesamt 6 von 10 Punkten. Hier könnten auch Nicht-Fans mal einen Blick riskieren, auch weil man hier ein wenig mehr rätseln dürfte. Als weitere Stärke hebt der Kritiker die emotionale Komponente hervor. So würde beispielsweise Lea Freund als traumatisierte Teenagerin mit einige starken Momenten aufspielen, Katrin Sass könne ihr schauspielerisches Talent demonstrieren. Auch wenn die Geschichte an sich nicht besonders sei, wäre der Film sehenswert, insbesondere auch weil spannender als die „diversen Schlaftabletten, die danach kamen“.

### Einschaltquoten
Die Erstausstrahlung von Nachtschatten am 29. Oktober 2020 sahen in Deutschland 6,62 Millionen Zuschauer, was einem Marktanteil von 20,8 % entspricht. Dies war der Höchstwert an diesem Tag.